# Orlando Chavarria
Orlando Chavarria (nascido em 31 de julho de 1971) é um ex-ciclista belizenho.

## Olimpíadas
Competiu pelo Belize no ciclismo de estrada dos Jogos Olímpicos de Verão de 1992.